# Ruisseau de Sagne
Le ruisseau de Sagne est un ruisseau de France. Il se trouve en Haute-Vienne, passe par Saint-Bonnet-de-Bellac et se jette non loin de là dans la Gartempe. Il coule toute l'année.

## Réglementation
La pêche y est autorisée pendant la période de l'ouverture de la pêche à la truite et selon l'avis des propriétaires des berges, avec une carte de pêche règlementaire, asticots interdits. On y trouve truites farios, écrevisses américaines (espèce nuisibles), loches de France, vairons...
voir la réglementation complète : fédération de la pêche d' Haute-Vienne.